# Очиток альпійський
Очиток альпійський (Sedum alpestre) — вид квіткових рослин з родини товстолистових (Crassulaceae).

## Біоморфологічна характеристика
Це багаторічні трав'яні рослини 2–10 см заввишки (квіткові пагони), голі, зелені, густо облистнені. Стебла часто з червоним відтінком, дугоподібно підіймаються вгору, є 1–2 рази розгалужені; є численні безплідні пагони значно коротші. Головний корінь ± розвинений, на додаток до численних тонких коренів. Листки (2)4–5.5 у довжину, зворотнояйцеподібні до лопатчастих, найширші у верхній частині, тупі, від зеленуватих до червонуватих. Суцвіття короткі, щільні, (1)3–5(7)-квіткові. Квітки 5-складні, на коротких ніжках. Чашолистки 2–3 мм. Пелюстки 3–4 мм, ледве довші за чашолистки, слабо-жовті, часто плямисті з червонуватими лініями. Тичинок 10; жовті пиляки. Плоди з двома бічними стулками, темно-червоного кольору. Насіння 0.6–0.7 × ≈ 0.3 мм, трохи блискуче, блідо-коричневе. 2n=16.

## Поширення
Поширення: Європа й Туреччина.
В Україні вид росте на скелястих місцях, біля гірських потоків – у Карпатах